# Meriem Sahra Userli
Meryem Uzerli, celým jménem Meryem Sarah Uzerli (* 12. srpen 1983, Kassel, Německo), je turecko-německá herečka, která se nejvíce proslavila rolí Hürrem Sultan v seriálu Velkolepé století.

## Životopis
Narodila se německém Kasselu 12. srpna 1983. Její otec, Hüseyin, je Turek a její matka, Ursula, také herečka, je Němka. Má tři starší sourozence - dva bratry a sestru, která je zpěvačka. V letech 2000 až 2003 studovala na herecké škole Schauspiel Studio Frese v Hamburku. Hrála v několika německých filmech a divadelních produkcích.
V roce 2010, po dlouhém hledání vhodné představitelky, ji scenáristka Meral Okay a producent, Timur Savci, obsadili do jedné z hlavních rolí v tureckém historickém seriálu Velkolepé století. Postavu Hürrem Sultan hrála mezi lety 2011 a 2013, v prvních třech řadách seriálu, natočila sto dílů. Za tuto roli, která je určitě její nejznámější, obdržela mnoho cen. V roce 2013 z natáčení seriálu odstoupila, hlavním důvodem bylo těhotenství.
Má dvě dcery. Lara se narodila 10. února 2014 a Lily se narodila 8. ledna 2021.
Od té doby hrála v mnoha filmech a seriálech, na příklad v tureckém filmu Annemin Yarası, kde se setkala s několika herci z Velkolepého století. Má rezidence v Istanbulu a Berlíně.

## Filmografie
| Film      | Film                            | Film          | Film                  |
| Rok       | Název                           | Role          | Poznámka              |
| --------- | ------------------------------- | ------------- | --------------------- |
| 2008      | Menage A Trois                  | Madeline      | Krátký film           |
| 2008      | Jetzt vorbei                    |               |                       |
| 2009      | Das total verrückte Wochenende  | Prostitute    |                       |
| 2009      | Wiedergeburt                    |               | Krátký film           |
| 2009      | The Line                        | Anna          | Krátký film           |
| 2009      | Schulterblick                   |               | Krátký film           |
| 2009      | Lauf um deine Liebe             |               | Krátký film           |
| 2009      | LUME                            |               | Krátký film           |
| 2009      | Sterne über dem Eis             | Student       |                       |
| 2010      | Journey of No Return            | Stewardess    |                       |
| 2010      | Das ist ja das Leben selbst     |               |                       |
| 2010      | The Dark Chest of Wonders       |               | Krátký film           |
| 2010      | Urbane Dater                    |               | Krátký film           |
| 2010      | Lover's Guide                   | Mara          | Krátký film           |
| 2016      | Annemin Yarası                  | Marija        | Hlavní role           |
| 2017      | Cingöz Recai                    | Göze          | Hlavní role           |
| 2017      | Öteki Taraf                     | Sarah         | Hlavní role           |
| 2019      | Kovan                           | Ayşe          | Hlavní role           |
| Televize  |                                 |               |                       |
| Rok       | Název                           | Role          | Poznámka              |
| 2008      | Ein total verrücktes Wochenende |               |                       |
| 2008      | Inga Lindström: Hannas Fest     | Britta        |                       |
| 2009      | Hayat                           |               | Trailer               |
| 2010      | Der Staatsanwalt                |               | Epizoda: "Mordswut"   |
| 2010      | Notruf Hafenkante               |               | Epizoda: "Alles Lüge" |
| 2010      | Ein Fall für zwei               | Ankel         | Epizoda: "Verlust"    |
| 2010      | Jetzt aber Ballett              | Sasha Kitano  | Televizní film        |
| 2010      | WALF: We All Love Football      | Lena          | Televizní seriál      |
| 2011–2013 | Muhteşem Yüzyıl                 | Hürrem Sultan | Hlavní role           |
| 2016      | Gecenin Kraliçesi               | Selin         | Hlavní role           |
| 2016–2017 | Eşkiya Dünyaya Hükümdar Olmaz   | Suzi          | Vedlejší role         |

## Ocenění
| Rok  | Cena                                                      | Kategorie                                  | Film/Seriál                   | Výsledek  |
| ---- | --------------------------------------------------------- | ------------------------------------------ | ----------------------------- | --------- |
| 2010 | 47th International Antalya Golden Orange Film Festival    | Speciální cena poroty                      | Journey of No Return          | Vítězství |
| 2011 | 24th Tüketici Academy Award                               | Nejlepší herečka v hlavní roli             | Muhteşem Yüzyıl               | Vítězství |
| 2011 | Silver Horse Award                                        | Nejlepší herečka                           | Muhteşem Yüzyıl               | Vítězství |
| 2011 | TV Stars Award                                            | Nejlepší herečka                           | Muhteşem Yüzyıl               | Vítězství |
| 2011 | 38th Golden Butterfly Award                               | Speciální cena                             | Muhteşem Yüzyıl               | Vítězství |
| 2011 | Marmara University                                        | Nejlepší herečka                           | Muhteşem Yüzyıl               | Vítězství |
| 2011 | TV Oscars                                                 | Nejlepší herečka                           | Muhteşem Yüzyıl               | Vítězství |
| 2011 | 2nd AyakliGazete.com Awards                               | Nejlepší herečka                           | Muhteşem Yüzyıl               | Vítězství |
| 2011 | Turkish Antalya Television Award                          | Nejlepší herečka                           | Muhteşem Yüzyıl               | Nominace  |
| 2012 | Turkey GQ Awards                                          | Woman of the Year                          |                               | Vítězství |
| 2012 | 39th Golden Butterfly Award                               | Nejlepší herečka                           | Muhteşem Yüzyıl               | Vítězství |
| 2012 | Galatasaray University                                    | Nejlepší filmová a seriálová herečka       | Muhteşem Yüzyıl               | Vítězství |
| 2012 | Istanbul Kültür University                                | Nejlepší herečka v dramatickém seriálu     | Muhteşem Yüzyıl               | Vítězství |
| 2012 | Golden MDG Award                                          | Nejlepší herečka                           | Muhteşem Yüzyıl               | Vítězství |
| 2012 | Magazinci.com Honorary Awards                             | Nejlepší herečka                           | Muhteşem Yüzyıl               | Vítězství |
| 2012 | Magazine Journalists Association: Golden Objective Awards | Nejlepší herečka roku                      | Muhteşem Yüzyıl               | Vítězství |
| 2012 | Yıldız Technical University                               | Nejpopulárnější herečka v seriálu          | Muhteşem Yüzyıl               | Vítězství |
| 2012 | 3rd AyakliGazete.com Awards                               | Nejlepší herečka                           | Muhteşem Yüzyıl               | Nominace  |
| 2012 | Turkish Antalya Television Award                          | Nejlepší herečka                           | Muhteşem Yüzyıl               | Nominace  |
| 2012 | Aydın University Istanbul                                 | Nejpopulárnější herečka v seriálu          | Muhteşem Yüzyıl               | Vítězství |
| 2012 | Radikal Awards                                            | Nejlepší herečka                           | Muhteşem Yüzyıl               | Vítězství |
| 2012 | Andy-Ar Awards                                            | Nejlepší herečka roku                      | Muhteşem Yüzyıl               | Vítězství |
| 2012 | Esenler 2012 Most Successful People Names                 | Nejlepší herečka roku                      | Muhteşem Yüzyıl               | Vítězství |
| 2013 | 11th Stars Award Ceremony                                 | Nejoblíbenější televizní herečka roku 2012 | Muhteşem Yüzyıl               | Vítězství |
| 2013 | 20th İtü Emös Achievement Awards                          | Nejlepší herečka                           | Muhteşem Yüzyıl               | Vítězství |
| 2013 | Turkish Antalya Television Award                          | Nejlepší herečka                           | Muhteşem Yüzyıl               | Vítězství |
| 2013 | Yıldız Technical University                               | Nejpopulárnější herečka v seriálu          | Muhteşem Yüzyıl               | Vítězství |
| 2013 | 4th AyakliGazete.com Awards                               | Nejlepší herečka                           | Muhteşem Yüzyıl               | Vítězství |
| 2013 | Crystal Mouse Awards                                      | Nejlepší herečka                           | Muhteşem Yüzyıl               | Vítězství |
| 2016 | 7th Beirut International Awards Festival                  | Nejlepší mezinárodní herečka               | Eşkıya Dünyaya Hükümdar Olmaz | Vítězství |
| 2020 | Cana Dorada Film Festival                                 | Nejlepší mezinárodní herečka               | Kovan                         | Vítězství |
| 2020 | Chelsea Film Festival                                     | Nejlepší herečka                           | Kovan                         | Vítězství |